# I liga seria A polska w piłce siatkowej kobiet (1993/1994)
I liga seria A polska w piłce siatkowej kobiet 1993/1994 – 58. edycja rozgrywek o mistrzostwo polski w piłce siatkowej kobiet.

## Drużyny uczestniczące
| | I liga seria A1993/1994 |   |      |
| --- | ----------------------- | - | ---- |
| BYD | Gryf Bydgoszcz          | 1 | PEMK |
| KRA | Wisła-Milko Kraków      | 2 | PEZP |
| BIE | BKS Stal Bielsko-Biała  | 3 |      |
| MIE | Stal Mielec             | 4 |      |
| KAT | Kolejarz Katowice       | 5 |      |
| GDA | Gedania Gdańsk          | 6 |      |
| | Awans z I ligi seria B  |   |      |
| POL | ARS Komfort Police      |   |      |
| CHO | Azoty Chorzów           |   |      |
| Oznaczenia: - kolumna pierwsza – skróty nazw drużyn wpisane na mapie (jeśli ta została zamieszczona), - kolumna trzecia – miejsce zajęte przez daną drużynę w poprzednim sezonie. |                         |   |      |

## Klasyfikacja końcowa
| Miejsce | Drużyna                |
| ------- | ---------------------- |
| 1.      | ARS Komfort Police     |
| 2.      | BKS Stal Bielsko-Biała |
| 3.      | Stal Mielec            |
| 4.      | Gryf Bydgoszcz         |
| 5.      | Wisła-Milko Kraków     |
| 6.      | Kolejarz Katowice      |
| 7.      | Azoty Chorzów          |
| 8.      | Gedania Gdańsk         |

     baraż z 2. zespołem serii B
     spadek do serii B